# Flugplatz Patuakhali

i8
i11
i13
Der Flugplatz Patuakhali ist ein Flugplatz im Distrikt Patuakhali in der Division Barishal im Süden Bangladeschs. Er spielte eine Rolle für Hilfslieferungen nach dem Zyklon Sidr im Jahr 2007.